# A9.com
A9.com, Inc. ist ein im Oktober 2003 gegründetes Unternehmen von Amazon.com, das sich mit der Entwicklung von Such- und Inseratetechnologie beschäftigt. Niederlassungen existieren in Palo Alto, Bengaluru, Peking, Dublin, Iași und Tokio.

## Geschichte
In den ersten Jahren konzentrierte sich die Firma unter der Leitung von Udi Manber auf die Websuchmaschine A9.com, die Produktsuche, die seitdem von allen Amazon-Seiten und einigen anderen Internet-Versandhändlern verwendet wurde und eine Werbeplattform. Manche Dienste wie „Search Inside the Book“ werden bis heute weitergeführt, während andere wie das eigene Suchportal nicht mehr existieren.
Dieses wurde im April 2004 mit Suchergebnissen von Google live geschaltet und lieferte seit Mai 2006 Suchergebnisse aus dem Internet von Windows Live, einer Suchmaschine von Microsoft, die heute unter dem Namen Bing bekannt ist. Besonders waren die Karteireiter an der rechten Seite des Bildschirms. Mit diesen konnte der Suchverlauf betrachtet, relevante Seiten angesehen, sowie Lesezeichen und Notizen zu Websites angelegt werden. Außerdem konnte die Suche über 400 verschiedenen Quellen ausgedehnt werden, so konnte unter anderem nach Büchern (über Amazon), Bildern (über Google), Enzyklopädieeinträge (über Wikipedia) und Filmen (über IMDb) gesucht werden. Die Ergebnisse konnten in verschiedenen Spalten angeschaut und nach Quelle sortiert werden. Im Jahr 2008 wurde das Portal eingestellt.
A9.com entwickelte 2005 die OpenSearch-Spezifikation und veröffentlichte sie unter Creative Commons Attribution-ShareAlike 2.5 Lizenz.
Ein weiteres A9-Projekt war „Block View“, ein visuelles Branchenbuch, bei dem Fotos von Läden und Lokalen mit den Suchergebnissen verknüpft wurden. 2006 wurde das Projekt aufgegeben, 2007 die Idee jedoch von Google Street View aufgegriffen.